# Шпаківщина
Шпаківщина (біл. вёска Шпакоўшчына) — село в складі Смолевицького району Мінської області, Білорусь. Село підпорядковане Усяжській сільській раді, розташоване в центральній частині області.